# Limán Ajtanízovski
El limán Ajtanízovski (en ruso: Ахтани́зовский лиман, del turco ajteniz, «mar blanco») es un limán del delta del Kubán, localizado en la parte septentrional de la península de Taman, en la costa del mar de Azov del sur de Rusia. Administrativamente, pertenece al raión de Temriuk del krai de Krasnodar y, con 78 km² , es el mayor depósito de agua dulce del krai.
Al este de la marisma se halla la stanitsa Ajtanízovskaya, al sur se hallan los montes de Starotítarovskaya, cortados por numerosos arroyos y barrancos. Al oeste se eleva el monte Borisoglebskaya, mientras que al norte se halla el butte Golubitski que cae verticalmente sobre la marisma y a cuyos pies se halla su única salida al mar de Azov. A principios del siglo XIX la marisma era una bahía cerrada salada unida únicamente al mar de Azov, sin embargo, en 1819 los habitantes de Starotítarovskaya y los de Temriukskaya lo unieron al río Kubán con el objeto de desalarla. Gracias al aflujo de agua dulce cambió la fauna de la marisma, que se ha convertido en una incubadora natural para peces como el esturión, principalmente, y ha adquirido gran fama como lugar para la práctica de la pesca.